# Dārāndāsh
Dārāndāsh (persiska: دارانداش) är en ort i Iran.   Den ligger i provinsen Östazarbaijan, i den nordvästra delen av landet, 600 km nordväst om huvudstaden Teheran. Dārāndāsh ligger 1 765 meter över havet och antalet invånare är 327.
Terrängen runt Dārāndāsh är kuperad västerut, men österut är den bergig.Runt Dārāndāsh är det ganska tätbefolkat, med 70 invånare per kvadratkilometer. Närmaste större samhälle är Zonūz, 14,8 km sydväst om Dārāndāsh. Trakten runt Dārāndāsh består i huvudsak av gräsmarker.